# باب الفتوح (فاس)
باب الفتوح هو أحد أهم أبواب سور فاس التاريخية، وتُعد البوابة الرئيسية لفاس البالي من الجهة الشرقية. عند الطريق المؤدية إلى سيدي حرازم.

## الوصف
أحد أبواب مدينة فاس، يُعد من الأبواب الرئيسة بفاس، ويقع بالسور الشرقي لعدوة الأندلس.
تعود تسمية الباب الأول إلى "الفتوح بن دوناس"، وهو سلطان من سلاطين دولة مغراوة الأمازيغية في المغرب الأقصى.
يُمثل باب فتوح إحدى المعالم التاريخية والأثرية بفاس، كما يعطي نموذجًا حيًا لمدى قدرة المعلمين والفنانين المغاربة على تكييف المعمار مع التطورات التاريخية.